# Manuel A. San Juan
Manuel A. San Juan fue un político y diplomático peruano. 
En 1884, como representante tanto de la provincia cusqueña de Chumbivilcas como de la provincia de Cajamarca, formó parte de la Asamblea Constituyente convocada por el presidente Miguel Iglesias luego de la firma del Tratado de Ancón que puso fin a la Guerra del Pacífico. Esta asamblea no sólo ratificó dicho tratado sino también ratificó como presidente provisional a Miguel Iglesias, lo que condujo a la Guerra civil peruana de 1884-1885. 
Jorge Basadre Grohmann destaca a San Juan como uno de los intelectuales peruanos que apoyó a Miguel Iglesias en su esfuerzo de finalizar la Guerra del Pacífico mediante la suscripción de un acuerdo con Chile aceptando la cesión territorial del departamento de Tarapacá. Formó parte de los agentes diplomáticos peruanos que, en la ciudad de Santiago de Chile, iniciaron las negociaciones que condujeron a la firma del Tratado de Ancón. En septiembre de 1892, siendo secretario de la legación peruana, ante el fallecimiento del ministro peruano en Chile Manuel María Rivas fue nombrado Encargado
de Negocios del Perú, mientras se acreditara un Enviado Extraordinario.